# Dennis Hopper
Dennis Hopper (Dodge City, Kansas, 17 de mayo de 1936-Venice, California, 29 de mayo de 2010) fue un actor, director de cine, realizador, fotógrafo y artista estadounidense.
Es considerado uno de los actores y cineastas más icónicos e influyentes del cine, adquirió fama tras dirigir su filme Easy Rider, una de las mejores películas del cine estadounidense. Hopper ayudó a iniciar una nueva era en la que las viejas figuras de Hollywood debieron ceder lugar a jóvenes cineastas como Francis Ford Coppola y Martin Scorsese. 
También es reconocido como pintor, poeta y fotógrafo, cuyas exposiciones (sobre todo en la galería de Monika Mohr en Hamburgo y en la Ace Gallery de Los Ángeles) fueron vistas por millones de personas.

## Biografía

### Primeros años
Fue hijo de James Millard Hopper (23 de junio de 1916-7 de agosto de 1982) y Marjorie Mae Davis (12 de julio de 1917-12 de enero de 2007). Hopper y su familia se instalaron en Kansas City (Misuri) tras finalizar la Segunda Guerra Mundial. Siguió los cursos de pintura de Thomas Hart Benton en el Kansas City Art Institute. Tenía 13 años cuando su familia se trasladó a San Diego en California. En la universidad desarrolló un interés por el teatro, interesándose particularmente por las obras de William Shakespeare.

### Trayectoria en cine y televisión
Durante su carrera, Dennis Hopper trabajó en más de 150 películas. Debutó ante las cámaras con un pequeño papel en la película Johnny Guitar, pero su nombre no aparece en los créditos. Fue en un episodio de Medic en 1955, donde interpretaba a un joven epiléptico, cuando su nombre apareció por primera vez en las pantallas. Pero es junto a James Dean, a quien admiraba inmensamente, donde empieza realmente su carrera cinematográfica. Tiene así un papel en Rebelde sin causa (1955) y en Gigante (1956), dos de las tres películas de James Dean en su corta carrera cinematográfica.
La muerte de Dean en un accidente de coche en el mismo 1955 afectó profundamente al joven Dennis Hopper, y poco tiempo después tuvo un conflicto con el director Henry Hathaway en la película From Hell to Texas. El comportamiento de Hopper en el rodaje fue tal, que hizo que estuviese alejado de Hollywood durante varios años. Imposibilitado de trabajar en el cine, Hopper se decanta hacia la fotografía y hace la cubierta para el álbum River Deep – Mountain High de Ike & Tina Turner (1966).
En Nueva York, estudió en la Lee Strasberg Acting School. Apareció en más de 140 episodios de series de televisión como Bonanza, The Twilight Zone, The Defenders, The Big Valley, El túnel del tiempo y Combat!.

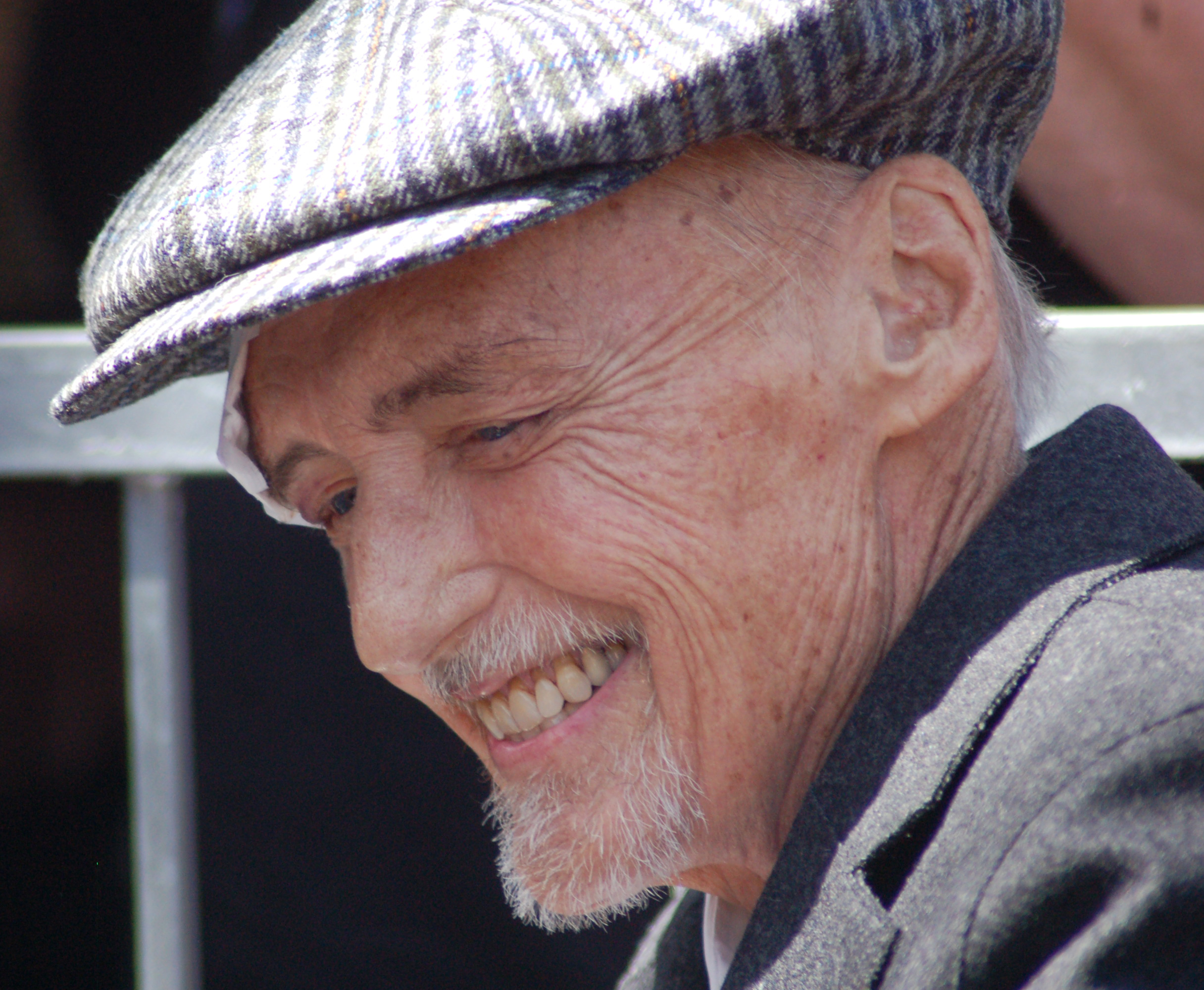
Dennis Hopper durante la inauguración de su estrella en el Paseo de la Fama de Hollywood.

Aunque Hopper trabajó en películas como Los cuatro hijos de Katie Elder y True Grit, con escenas junto a John Wayne, no fue hasta que trabajó con Peter Fonda como actor, escritor y director en la película Easy Rider de 1969 cuando impresionó al establishment de Hollywood.
Hopper escribió y realizó otras películas como The Last Movie en 1971. Sin embargo, esta película fue un fracaso en taquilla e hizo que fuese alejado de los grandes estudios. Hopper era alcohólico y drogadicto, y en este punto de su vida, su dependencia se hizo más importante. Pese a ello, continuó rodando películas en aquella época, como Mad Dog Morgan, Tracks, The American Friend, o Apocalypse Now, y obtuvo un gran éxito por la realización y su papel en Out of the Blue.
En 1983, Hopper inició un programa de desintoxicación y se curó de sus dependencias. Rodó algunas películas importantes como Rumble Fish y The Osterman Weekend; pero aun así su carrera no resurgió hasta que interpretó al sádico Frank Booth en Terciopelo azul de David Lynch.
En 1988 dirige la película Colors, apreciada por la crítica, sobre las bandas de Los Ángeles. Continuaba siendo una personalidad importante en Hollywood, como actor, fotógrafo y director. En 1993, participó en la primera película hollywoodense basada en un videojuego, Super Mario Bros., donde interpretó al malvado Bowser Koopa, Hopper años después se refirió a esta película como una de las peores experiencias de su carrera profesional, junto con los actores Bob Hoskins y John Leguizamo, quienes le echan la culpa a los directores de la película (Rocky Morton y Annabel Jankel) por el mal resultado de la cinta, Hopper contó en una entrevista con The Guardian que se la pasó 3 horas gritando enfadado hacia los directores y otros miembros de la producción por su falta de profesionalismo, los cambios de líneas a último momento y por la manera de dirección de la pareja de directores. En 1994, tuvo el papel del villano en la película Speed con Keanu Reeves y Sandra Bullock. En 1995, Hopper realizó igualmente el papel de villano con Kevin Costner en la película Waterworld. Realizó sus últimas actuaciones en la serie Crash (2008) y en las películas Elegy (2008, dirigida por Isabel Coixet), Palermo Shooting (2008) y Alpha and Omega (2010). El 26 de marzo de 2010, Dennis Hopper fue homenajeado con una estrella en el Paseo de la Fama de Hollywood.

### Vida personal
Dennis Hopper se casó cinco veces y tuvo cuatro hijos:
- Su primera esposa, de 1961 a 1969, fue Brooke Hayward.[17] Una hija, Marin Brooke Hopper, nació de esta unión el 26 de junio de 1962.[18]
- Su segunda y –por poco tiempo- esposa, del 31 de octubre al 8 de noviembre de 1970, fue la cantante y actriz Michelle Phillips.[17]
- Su tercera esposa, de 1972 a 1976, fue Daria Halprin.[17] Una hija, Ruthanna Hopper, nació de esta unión en 1974.[17]
- Su cuarta esposa, del 17 de junio de 1989 hasta abril de 1992, fue Katherine LaNasa.[17] Un hijo, el también actor Henry Lee Hopper, nació de esta unión el 11 de septiembre de 1990.[19]
- Hopper se casó por última vez el 13 de abril de 1996 con Victoria Duffy con la cual tuvo una hija, Galen Grier Hopper, el 26 de marzo de 2003.[17] Estaban en trámites de divorcio desde enero de 2010.[20]

## Posturas políticas

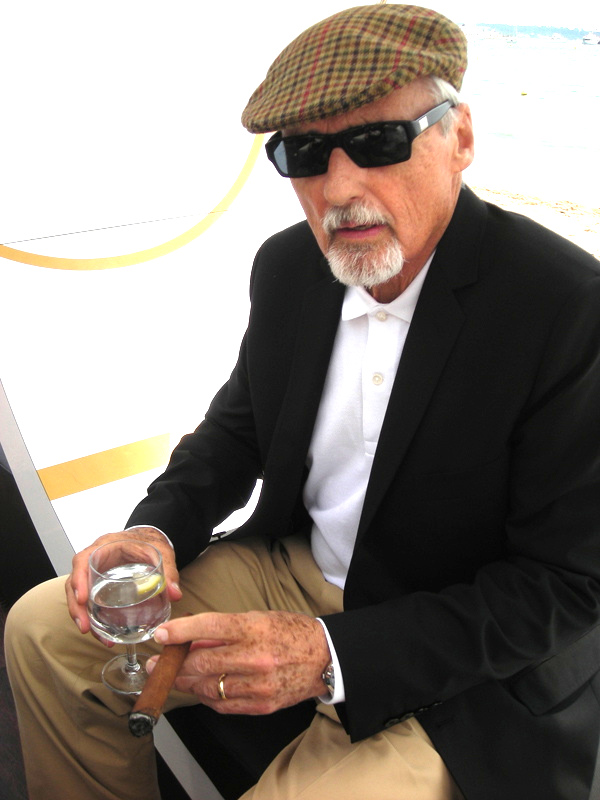
Hopper en 2008.

Desde los años 1980, Dennis Hopper estaba comprometido políticamente con el Partido Republicano. Hopper apoyó las candidaturas de Ronald Reagan, de George H. W. Bush y George W. Bush y, según el Newsmeat, donó 2000 dólares al Comité Nacional Republicano en 2004 y la misma suma en 2005. Sin embargo, en octubre de 2008 declaró que votaría por Barack Obama (del Partido Demócrata) debido a las «innumerables e intolerables mentiras» del presidente George W. Bush. Participó igualmente en 2008 en una película titulada An American Carol, junto a otros actores conservadores y republicanos como Jon Voight, Kelsey Grammer, y James Woods.

## Defunción
El 28 de septiembre de 2009, los medios de comunicación informaron que Hopper había sido ingresado en un hospital de Nueva York por causas desconocidas. Con 73 años, fue trasladado en ambulancia portando una mascarilla de oxígeno e intubado en un hospital (sin especificar a cual) de Manhattan. El 2 de octubre recibió el alta médica tras recibir un tratamiento de hidratación. El 29 de ese mismo mes el representante del actor hizo público un comunicado en el que anunciaba que le habían diagnosticado un cáncer de próstata en estado avanzado.
El 23 de marzo de 2010 se confirmó que había perdido 45 kilos y era incapaz de mantener conversaciones largas. Según unos informes, debía asistir a los tribunales para solucionar el divorcio con su mujer, pero debido a la quimioterapia anticancerígena se tuvo que posponer. Su estado se calificó finalmente como terminal al ser su cuerpo incapaz de soportar los efectos secundarios del tratamiento. El fallecimiento se produjo finalmente el día 29 de mayo de 2010 en su casa en la localidad californiana de Venice.

## Filmografía

### Como actor
- Rebelde sin causa (1955) dirigida por Nicholas Ray
- Gigante (1956) dirigida por George Stevens
- Duelo de titanes (1957) dirigida por John Sturges
- Marea nocturna (1961) dirigida por Curtis Harrington
- Bonanza (1964)
- Los cuatro hijos de Katie Elder, de Henry Hathaway (1965)
- Planeta sangriento, de Curtis Harrington (1966)
- La leyenda del indomable (1967) dirigida por Stuart Rosenberg
- Cometieron dos errores (1967) dirigida por Ted Post
- The Trip (1969) dirigida por Roger Corman
- True Grit (película de 1969) dirigida por Henry Hathaway
- Easy Rider (1969)
- The Last Movie (1971) dirigida por Dennis Hopper
- Kid Blue (1973) dirigida por James Frawley
- El amigo americano (1977) dirigida por Wim Wenders
- Apocalipsis Now (1979) dirigida por Francis Ford Coppola
- Las Flores del Vicio (Bloodbath) (1979), dirigida por Silvio Narizzano
- Caído del cielo (1980)
- The Osterman Weekend (1983) dirigida por Sam Peckinpah
- Rumble Fish (1983) dirigida por Francis Ford Coppola
- My Science Project (1985)
- Hoosiers (1986)
- La matanza de Texas 2 (1986) dirigida por Tobe Hooper
- Los Viajeros de la Tormenta (1986) dirigida por Maurice Phillips
- Terciopelo azul (1986) dirigida por David Lynch
- River's Edge (1986) dirigida por Tim Hunter
- Black Widow (1986) dirigida por Bob Rafelson
- Straight to Hell (1987) dirigida por Alex Cox
- The Pick-up Artist (1987)
- Flashback (1990)
- Catchfire (1990) dirigida por Alan Smithee
- Doublecrossed (1991) dirigida por Roger Young
- El sucio (1992)
- Red Rock West (1993)
- Super Mario Bros. (1993) dirigida por Annabel Jankel y Rocky Morton
- Amor a quemarropa (1993) dirigida por Tony Scott
- Speed (dirigida por Jan de Bont, 1994), en el papel de Howard Payne
- Search and Destroy (1995)
- Waterworld, dirigida por Kevin Reynolds
- Basquiat (1996) dirigida por Julian Schnabel
- Sansón y Dalila (1996)
- Space Truckers (1996)
- The Blackout (1997)
- Carried Away (1997)
- EDtv (1999) dirigida por Ron Howard
- Tycus (1999)
- Lured Innocence (2000) en el papel de Rick Chambers
- Jasón y los Argonautas (serie de televisión) (2000)
- Knockaround Guys (2001)
- Nick of Time (2001)
- 24 primera temporada (2001)
- Choke (2001)
- The Piano Player (2002)
- El último viaje (2004)
- The Keeper (2004)
- Land of the Dead (2005)
- The Crow: Wicked Player (2005)
- House of 9 (2005)
- Hell Ride (2008)
- Crash (2008)
- Palermo Shooting (2008)
- Sleepwalking (2008)
- Elegy (2008) dirigida por Isabel Coixet
- Swing Vote (2008)
- An American Carol (2008)
- Alpha and Omega (2010)
- Al otro lado del viento (2018) dirigida por Orson Welles

### Como director
- Easy Rider (1969)
- The Last Movie (1971)
- Caído del cielo (1980)
- Colors (1988)
- Labios ardientes (1990)
- Catchfire (1990), como Alan Smithee
- Chasers (1994)

### Como narrador
- En 2005 grabó la narración de la canción "Fire Coming Out of the Monkey's Head", canción del álbum Demon Days de la banda Gorillaz, donde narra la historia de un pueblo habitado por "La Gente Feliz" (Happy Folks), es atacado por seres desconocidos y misteriosos (Strange Folks), quienes debido a su codicia, ocasionan la destrucción del pueblo y sus habitantes, así como a sí mismos. La canción es una alegoría a como la invasión y sobreexplotación de recursos naturales pueden ocasionar grandes desastres.
- También es quien hace de locutor para VH1 de la serie inglesa Seven Ages of Rock, que salió al aire en 2007.

## Videojuegos
- Black Dahlia (1998): personaje de Walter Pensky.
- Grand Theft Auto: Vice City (2002): voz de Steve Scott.
- Deadly Creatures (2009): voz de Wade.

## Premios y distinciones
Premios Óscar
| Año  | Categoría                        | Película   | Resultado |
| ---- | -------------------------------- | ---------- | --------- |
| 1969 | Mejor argumento y guion original | Easy Rider | Nominado  |
| 1987 | Óscar al mejor actor de reparto  | Hoosiers   | Nominado  |

Festival Internacional de Cine de Cannes
| Año  | Categoría            | Película   | Resultado |
| ---- | -------------------- | ---------- | --------- |
| 1969 | Mejor primer trabajo | Easy Rider | Ganador   |

Festival Internacional de Cine de San Sebastián
| Año  | Categoría       | Resultado |
| ---- | --------------- | --------- |
| 2002 | Premio Donostia | Ganador   |

Estrella del Paseo de la Fama de Hollywood
| Año           | Categoría | Dirección            |
| ------------- | --------- | -------------------- |
| Dennis Hopper | Cine      | 6712 Hollywood Blvd. |